# Sopwith Admiralty Type C
El Sopwith Admiralty Type C fue uno de los primeros hidroaviones británicos diseñados y construidos por la Sopwith Aviation Company para lanzar torpedos. Hidroavión biplano monomotor tractor, se entregaron tres ejemplares a la Marina Real en noviembre de 1914, pero resultaron incapaces de despegar con un torpedo.

## Diseño y desarrollo
El Almirantazgo había encargado un biplano especial para transportar torpedos (el Sopwith Special torpedo seaplane Type C, matrícula 170) en febrero de 1914 y lo continuó con un pedido en julio de 1914 de tres hidroaviones Type C similares (matrículas 157, 158 y 159). La especificación requería alas plegables, equipo portabombas, un arma y una radio. Los trabajos comenzaron en la fábrica de Sopwith en Kingston-upon-Thames el 5 de abril de 1914, y los tres Type C, propulsados por un motor de pistones Salmson (Cantón-Uneé) de 150 kW (200 hp), fueron finalizados en octubre. Fueron trasladados a RNAS Calshot para su evaluación en noviembre de 1914. El Special, probado en julio, no había logrado despegar con un torpedo y los nuevos Type C no fueron mucho mejores, ya que no pudieron despegar con carga: el 157 no pudo despegar con un torpedo Whitehead de 360 mm y los otros dos tuvieron un desempeño similarmente pobre. El 158 fue aceptado por el servicio el 4 de febrero de 1915, pero se hundió tras un aterrizaje forzoso unos días después, el 8 de febrero. Los dos supervivientes, el 157 y el 159, fueron retirados del servicio a finales de 1915.

## Operadores
Reino Unido
- Real Servicio Aéreo Naval[1]